# 奥其尔巴特·楚龙巴特
奥其尔巴特·楚龙巴特（？—）蒙古国人，蒙古国银行家、政治人物。

## 生平
早年在莫斯科国际关系学院接受教育，拥有经济学博士学位。曾任蒙古银行副行长、城市银行第一副主任。2000年至2006年，担任蒙古银行行长。2008年至2012年，担任国家大呼拉尔委员，并担任预算委员会主席。2012年9月，被任命为蒙古国经济发展部副部长。经济发展部的作用是制定、发展和协调蒙古国政府的经济政策。
他是蒙古人民革命党总书记。他还兼任蒙古国家建筑协会（Mongolian National Association of Construction）主席、蒙古乒乓球协会（Mongolian Table Tennis Association）主席。